# Seliște (Orhei)
Selişte è un comune della Moldavia situato nel distretto di Orhei di 4.462 abitanti al censimento del 2004

## Località
Il comune è formato dall'insieme delle seguenti località (popolazione 2004):
- Selişte (2.157 abitanti)
- Lucăşeuca (1.956 abitanti)
- Mana (349 abitanti)